# Llista d'asteroides/192501-192600
| Nom      | Designació provisional | Data de descobriment   | Lloc de descobriment | Descobridor/s                        |
| -------- | ---------------------- | ---------------------- | -------------------- | ------------------------------------ |
| 192501 - | 1998 KD17              | 26 de maig de 1998     | Kitt Peak            | Spacewatch                           |
| 192502 - | 1998 KN26              | 26 de maig de 1998     | Kitt Peak            | Spacewatch                           |
| 192503 - | 1998 KO32              | 22 de maig de 1998     | Socorro              | LINEAR                               |
| 192504 - | 1998 MC14              | 20 de juny de 1998     | Caussols             | ODAS                                 |
| 192505 - | 1998 MU14              | 20 de juny de 1998     | Kitt Peak            | Spacewatch                           |
| 192506 - | 1998 MS15              | 25 de juny de 1998     | Kitt Peak            | Spacewatch                           |
| 192507 - | 1998 MQ37              | 24 de juny de 1998     | Anderson Mesa        | LONEOS                               |
| 192508 - | 1998 OP13              | 26 de juliol de 1998   | La Silla             | E. W. Elst                           |
| 192509 - | 1998 QL5               | 22 d'agost de 1998     | Xinglong             | Beijing Schmidt CCD Asteroid Program |
| 192510 - | 1998 QX29              | 25 d'agost de 1998     | Xinglong             | Beijing Schmidt CCD Asteroid Program |
| 192511 - | 1998 QR73              | 24 d'agost de 1998     | Socorro              | LINEAR                               |
| 192512 - | 1998 QB76              | 24 d'agost de 1998     | Socorro              | LINEAR                               |
| 192513 - | 1998 QZ103             | 26 d'agost de 1998     | La Silla             | E. W. Elst                           |
| 192514 - | 1998 RP12              | 14 de setembre de 1998 | Kitt Peak            | Spacewatch                           |
| 192515 - | 1998 RS15              | 1 de setembre de 1998  | Xinglong             | Beijing Schmidt CCD Asteroid Program |
| 192516 - | 1998 RK16              | 10 de setembre de 1998 | Caussols             | ODAS                                 |
| 192517 - | 1998 RF20              | 14 de setembre de 1998 | Socorro              | LINEAR                               |
| 192518 - | 1998 RW29              | 14 de setembre de 1998 | Socorro              | LINEAR                               |
| 192519 - | 1998 RE48              | 14 de setembre de 1998 | Socorro              | LINEAR                               |
| 192520 - | 1998 RS63              | 14 de setembre de 1998 | Socorro              | LINEAR                               |
| 192521 - | 1998 RK67              | 14 de setembre de 1998 | Socorro              | LINEAR                               |
| 192522 - | 1998 RJ76              | 14 de setembre de 1998 | Socorro              | LINEAR                               |
| 192523 - | 1998 RT80              | 13 de setembre de 1998 | Kitt Peak            | Spacewatch                           |
| 192524 - | 1998 RY80              | 15 de setembre de 1998 | Anderson Mesa        | LONEOS                               |
| 192525 - | 1998 SM12              | 21 de setembre de 1998 | Višnjan Observatory  | Višnjan Observatory                  |
| 192526 - | 1998 SP15              | 16 de setembre de 1998 | Kitt Peak            | Spacewatch                           |
| 192527 - | 1998 ST17              | 17 de setembre de 1998 | Kitt Peak            | Spacewatch                           |
| 192528 - | 1998 SG41              | 25 de setembre de 1998 | Kitt Peak            | Spacewatch                           |
| 192529 - | 1998 SU48              | 27 de setembre de 1998 | Kitt Peak            | Spacewatch                           |
| 192530 - | 1998 SE52              | 28 de setembre de 1998 | Kitt Peak            | Spacewatch                           |
| 192531 - | 1998 SC62              | 18 de setembre de 1998 | Anderson Mesa        | LONEOS                               |
| 192532 - | 1998 SZ63              | 20 de setembre de 1998 | La Silla             | E. W. Elst                           |
| 192533 - | 1998 SB70              | 21 de setembre de 1998 | Socorro              | LINEAR                               |
| 192534 - | 1998 SN80              | 26 de setembre de 1998 | Socorro              | LINEAR                               |
| 192535 - | 1998 SW85              | 26 de setembre de 1998 | Socorro              | LINEAR                               |
| 192536 - | 1998 SF88              | 26 de setembre de 1998 | Socorro              | LINEAR                               |
| 192537 - | 1998 SL89              | 26 de setembre de 1998 | Socorro              | LINEAR                               |
| 192538 - | 1998 SE97              | 26 de setembre de 1998 | Socorro              | LINEAR                               |
| 192539 - | 1998 SC119             | 26 de setembre de 1998 | Socorro              | LINEAR                               |
| 192540 - | 1998 SN120             | 26 de setembre de 1998 | Socorro              | LINEAR                               |
| 192541 - | 1998 SY124             | 26 de setembre de 1998 | Socorro              | LINEAR                               |
| 192542 - | 1998 SO144             | 20 de setembre de 1998 | La Silla             | E. W. Elst                           |
| 192543 - | 1998 SD146             | 20 de setembre de 1998 | La Silla             | E. W. Elst                           |
| 192544 - | 1998 SM157             | 26 de setembre de 1998 | Socorro              | LINEAR                               |
| 192545 - | 1998 SS160             | 26 de setembre de 1998 | Socorro              | LINEAR                               |
| 192546 - | 1998 TE1               | 12 d'octubre de 1998   | Kitt Peak            | Spacewatch                           |
| 192547 - | 1998 TW6               | 1 d'octubre de 1998    | Kitt Peak            | Spacewatch                           |
| 192548 - | 1998 TE7               | 14 d'octubre de 1998   | Caussols             | ODAS                                 |
| 192549 - | 1998 TJ14              | 14 d'octubre de 1998   | Kitt Peak            | Spacewatch                           |
| 192550 - | 1998 TC20              | 13 d'octubre de 1998   | Kitt Peak            | Spacewatch                           |
| 192551 - | 1998 TY24              | 14 d'octubre de 1998   | Kitt Peak            | Spacewatch                           |
| 192552 - | 1998 TP26              | 14 d'octubre de 1998   | Kitt Peak            | Spacewatch                           |
| 192553 - | 1998 TH27              | 15 d'octubre de 1998   | Kitt Peak            | Spacewatch                           |
| 192554 - | 1998 TU27              | 15 d'octubre de 1998   | Kitt Peak            | Spacewatch                           |
| 192555 - | 1998 TV27              | 15 d'octubre de 1998   | Kitt Peak            | Spacewatch                           |
| 192556 - | 1998 UP5               | 22 d'octubre de 1998   | Caussols             | ODAS                                 |
| 192557 - | 1998 UE13              | 18 d'octubre de 1998   | Kitt Peak            | Spacewatch                           |
| 192558 - | 1998 UM44              | 17 d'octubre de 1998   | Xinglong             | Beijing Schmidt CCD Asteroid Program |
| 192559 - | 1998 VO                | 10 de novembre de 1998 | Socorro              | LINEAR                               |
| 192560 - | 1998 VT                | 11 de novembre de 1998 | Anderson Mesa        | LONEOS                               |
| 192561 - | 1998 VA9               | 10 de novembre de 1998 | Socorro              | LINEAR                               |
| 192562 - | 1998 VP17              | 10 de novembre de 1998 | Socorro              | LINEAR                               |
| 192563 - | 1998 WZ6               | 23 de novembre de 1998 | Oizumi               | T. Kobayashi                         |
| 192564 - | 1998 WL22              | 18 de novembre de 1998 | Socorro              | LINEAR                               |
| 192565 - | 1998 WS34              | 17 de novembre de 1998 | Kitt Peak            | Spacewatch                           |
| 192566 - | 1998 WA35              | 18 de novembre de 1998 | Kitt Peak            | Spacewatch                           |
| 192567 - | 1998 WD35              | 18 de novembre de 1998 | Kitt Peak            | Spacewatch                           |
| 192568 - | 1998 WZ35              | 19 de novembre de 1998 | Kitt Peak            | Spacewatch                           |
| 192569 - | 1998 WB36              | 19 de novembre de 1998 | Kitt Peak            | Spacewatch                           |
| 192570 - | 1998 WS36              | 19 de novembre de 1998 | Kitt Peak            | Spacewatch                           |
| 192571 - | 1998 WR38              | 21 de novembre de 1998 | Kitt Peak            | Spacewatch                           |
| 192572 - | 1998 WS40              | 23 de novembre de 1998 | Kitt Peak            | Spacewatch                           |
| 192573 - | 1998 XL                | 6 de desembre de 1998  | San Marcello         | L. Tesi, A. Boattini                 |
| 192574 - | 1998 XQ6               | 8 de desembre de 1998  | Kitt Peak            | Spacewatch                           |
| 192575 - | 1998 XM20              | 10 de desembre de 1998 | Kitt Peak            | Spacewatch                           |
| 192576 - | 1998 XB22              | 10 de desembre de 1998 | Kitt Peak            | Spacewatch                           |
| 192577 - | 1998 XT25              | 14 de desembre de 1998 | Kitt Peak            | Spacewatch                           |
| 192578 - | 1998 XU61              | 15 de desembre de 1998 | Kitt Peak            | Spacewatch                           |
| 192579 - | 1998 XN62              | 11 de desembre de 1998 | Socorro              | LINEAR                               |
| 192580 - | 1998 XB98              | 10 de desembre de 1998 | Kitt Peak            | Spacewatch                           |
| 192581 - | 1998 YH16              | 22 de desembre de 1998 | Kitt Peak            | Spacewatch                           |
| 192582 - | 1998 YF18              | 25 de desembre de 1998 | Kitt Peak            | Spacewatch                           |
| 192583 - | 1999 AY9               | 13 de gener de 1999    | Xinglong             | Beijing Schmidt CCD Asteroid Program |
| 192584 - | 1999 AY14              | 8 de gener de 1999     | Kitt Peak            | Spacewatch                           |
| 192585 - | 1999 AX22              | 15 de gener de 1999    | Catalina             | CSS                                  |
| 192586 - | 1999 AV29              | 13 de gener de 1999    | Kitt Peak            | Spacewatch                           |
| 192587 - | 1999 AA31              | 14 de gener de 1999    | Kitt Peak            | Spacewatch                           |
| 192588 - | 1999 BH1               | 18 de gener de 1999    | Kleť                 | Kleť                                 |
| 192589 - | 1999 BM11              | 20 de gener de 1999    | Caussols             | ODAS                                 |
| 192590 - | 1999 BW11              | 21 de gener de 1999    | Caussols             | ODAS                                 |
| 192591 - | 1999 CE8               | 13 de febrer de 1999   | Eskridge             | G. Hug, G. Bell                      |
| 192592 - | 1999 CB11              | 12 de febrer de 1999   | Socorro              | LINEAR                               |
| 192593 - | 1999 CJ26              | 10 de febrer de 1999   | Socorro              | LINEAR                               |
| 192594 - | 1999 CO37              | 10 de febrer de 1999   | Socorro              | LINEAR                               |
| 192595 - | 1999 CS47              | 10 de febrer de 1999   | Socorro              | LINEAR                               |
| 192596 - | 1999 CU87              | 10 de febrer de 1999   | Socorro              | LINEAR                               |
| 192597 - | 1999 CW95              | 10 de febrer de 1999   | Socorro              | LINEAR                               |
| 192598 - | 1999 CV126             | 11 de febrer de 1999   | Socorro              | LINEAR                               |
| 192599 - | 1999 CT137             | 9 de febrer de 1999    | Kitt Peak            | Spacewatch                           |
| 192600 - | 1999 CE147             | 9 de febrer de 1999    | Kitt Peak            | Spacewatch                           |